# كيريل كوليسنيتشينكو
كيريل كوليسنيتشينكو (بالروسية: Кирилл Колесниченко)‏ هو لاعب كرة قدم روسي في مركز الهجوم، ولد في 31 يناير 2000 في كاميشين في روسيا. لعب مع FC Chertanovo Moscow ‏.

## وصلات خارجية
- كيريل كوليسنيتشينكو على موقع قاعدة بيانات كرة القدم.إي يو (الإنجليزية)
- كيريل كوليسنيتشينكو على موقع Soccerway.com (الإنجليزية)
- كيريل كوليسنيتشينكو على موقع عالم كرة القدم.نت (الإنجليزية)